# Richard Alexander
Richard Alexander (né le 19 novembre 1902 à Dallas et mort le 9 août 1989 à Woodland Hills) est un acteur américain qui fit de nombreuses apparitions dans des séries telles que Flash Gordon et Zorro Rides Again mais tint aussi le rôle principal dans À l'Ouest, rien de nouveau. Il est enterré au Forest Lawn Memorial Park de Glendale, en Californie.

## Filmographie partielle
- 1928 : Les Damnés de l'océan (The Docks of New York) de Josef von Sternberg
- 1928 : Les Vikings (The Viking) de Roy William Neill
- 1928 : The Leopard Lady de Rupert Julian
- 1929 : Sin Sister de Charles Klein
- 1930 : À l'Ouest, rien de nouveau (All Quiet on the Western Front) de Lewis Milestone
- 1930 : L'Intruse (City Girl), aussi connu sous le titre La Bru de Friedrich Wilhelm Murnau
- 1930 : L'Amérique a soif (See America Thirst) de William J. Craft
- 1930 : Redemption de Fred Niblo
- 1931 : Le Fils de l'oncle Sam chez nos aïeux (A Connecticut Yankee) de David Butler
- 1931 : Son gosse (Young Donovan's Kid) de Fred Niblo
- 1933 : Destination inconnue (Destination Unknown) de Tay Garnett
- 1934 : Les Joyeux Compères (Them Thar Hills) de Charley Rogers
- 1935 : Le Cavalier miracle (The Miracle Rider) de B. Reeves Eason et Armand Schaefer
- 1935 : Born to Battle de Harry S. Webb
- 1936 : Les Temps modernes (Modern Times) de Charlie Chaplin
- 1936 : Dangerous Waters de Lambert Hillyer
- 1936 : Silly Billies de Fred Guiol
- 1936 : Reefer Madness de Louis Gasnier
- 1936 : Flash Gordon de Frederick Stephani et Ray Taylor
- 1938 : Tempête (The Storm) de Harold Young
- 1939 : Capitaine Furie (Captain Fury) de Hal Roach
- 1939 : The Kansas Terrors de George Sherman
- 1948 : La Rivière d'argent (Silver River) de Raoul Walsh
- 1953 : Traversons la Manche (Dangerous When Wet) de Charles Walters
- 1955 : La Loi du plus fort (Timberjack) de Joseph Kane
- 1987 : L'Homme de l'année (Campus Man) de Ron Casden